# إدريس العمراوي
إدريس بن محمد بن العمراوي هو ابن الشاعر محمد بن إدريس العمراوي كان كاتبًا ومبعوثًا مغربيًا في مدينة باريس عام 1860 وإسبانيا عام 1861 في خدمة السلطان محمد الرابع (1859-1873). تزامن وصوله إلى فرنسا مع وفاة نابليون الثالث. ألَّف إدريس العمراوي عددًا من الكتب لعلَّ أبرزها كتاب «تحفة النظار في غرائب الأمصار وعجائب الأسفار» وكذا كتابهُ الأبرز «تحفة الملك العزيز في مملكة باريس» والذي قدَّم فيهِ وصفًا مفصلًا عن انطباعاته في تلك الرحلة وما عاشه هناك. إلى جانب أعماله النثرية، ترك العمراوي ديوانًا شعريًا مهمًا أيضًا.

## قائمة أعماله
هذه قائمةٌ بأبرز أعمال الكاتب والسياسي المغربي إدريس العمراوي:
- تحفة الملك العزيز في مملكة باريس[12][13]
- Le paradis des femmes et l'enfer des chevaux : La France de 1860 vue par l'émissaire du Sultan ،La Tour d'Aigues: L'Aube، 2002 ((ردمك 978-2-7526-0207-7))[14][15]